# Mamamoo
MAMAMOO (em coreano: 마마무; romaniz.: Mamamu; estilizado em letras maiúsculas) é um grupo feminino sul-coreano formado pela RBW Entertainment em 2014. O grupo é formado por quatro integrantes: Solar, Moonbyul, Wheein e Hwasa e teve sua estreia oficial em 18 de junho de 2014 com o single "Mr. Ambiguous". Sua estreia foi considerada uma das melhores de 2014, e foi vista pela crítica como um grupo promissor, tanto pela originalidade de um conceito retrô com jazz, junto de vocais surpreendentes. Além disso, são também reconhecidas pela presença de palco e frequentemente são ditas como "verdadeiras artistas" por cidadãos sul-coreanos.

## História

### Pré-estreia
Antes de sua estreia oficial, Mamamoo colaborou com vários artistas. Sua primeira colaboração, intitulada "Do Not Be Happy" com Bumkey foi postada em 8 de janeiro de 2014. Uma segunda colaboração, "Peppermint Chocolate", com K.Will e Wheesung foi lançada em 11 de fevereiro de 2014. Essa última ficou em 11º lugar no Gaon Digital Chart na sua primeira semana. Em 30 de maio, Mamamoo lançou uma terceira colaboração intitulada "Hi Hi Ha He Ho" com a dupla de rap Geeks.

### 2014: Estreia, "Mr. Ambiguous" e "Piano Man"
Em 18 de junho, o primeiro single do grupo, "Mr. Ambiguous", foi lançado digitalmente com seu primeiro mini-álbum. O vídeo musical para a faixa principal contou com JongHyun, do CNBLUE; Baek Ji Young; Wheesung; Jung Joon Young; Bumkey e Rhymer. Esse mini-álbum incluiu duas colaborações lançadas anteriormente, a canção-título, e três canções inéditas. Em 19 de junho, o mini-álbum físico "Hello" foi lançado. O grupo realizou sua primeira apresentação no M! Countdown, em 19 de junho. 

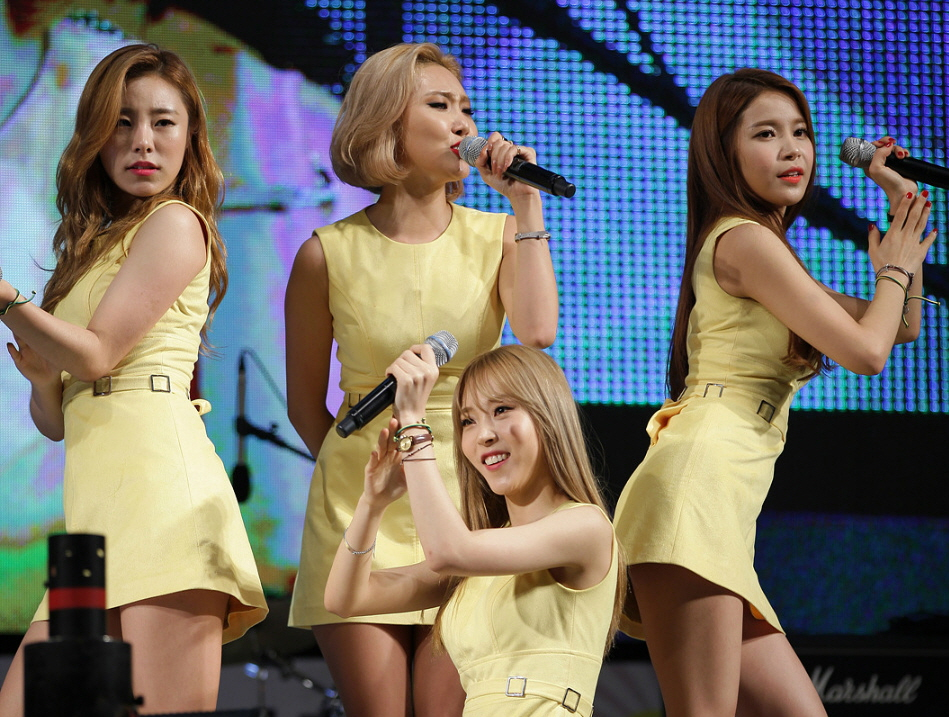
Mamamoo se apresentando em setembro de 2015.

Em 18 de novembro, Mamamoo iniciou as promoções para a faixa título de seu álbum, "Piano Man". A canção e seu videoclipe foram lançados digitalmente em 21 de novembro. De acordo com a Gaon Music Chart, Mamamoo ocupou o décimo lugar entre os girl groups em vendas digitais, 19.º lugar entre as vendas de álbum, e 11.º lugar entre as vendas globais de música em 2014.
Em janeiro, na 10ª edição do Immortal Songs 2, Mamamoo apresentou uma interpretação de "Wait a Minute", de Joo Hyun Mi. Elas ganharam duas das três rodadas da competição, perdendo na rodada final para Kim Kyung Ho.

### 2015: "Ahh Oop!" ePink Funky
Em 2 de Abril, 2015, Mamamoo lançou "Ahh Oop!", O primeiro single de seu terceiro miniálbum intitulado Pink Funky. "Ahh Oop!" marca a segunda colaboração do grupo com etiqueta companheiro de Esna.
Em 13 de junho, o grupo viajou para Ulã Bator, na Mongólia, para executar em um evento patrocinado pela Embaixada da Coreia do Sul no país, com Crayon Pop e K-Much. O evento foi um concerto em comemoração do 25.º aniversário das relações diplomáticas entre a Coreia do Sul e Mongólia.
Em 19 de junho, Mamamoo lançou seu terceiro mini-álbum do Pink Funky e primeiro single "Um Oh Ah Yeh". A canção foi um sucesso comercial, atingindo um máximo de número três no Gaon Chart, tornando-se seu primeiro top 3 único. Em 23 de agosto, depois do fim das promoções, Mamamoo realizou seu primeiro encontro de fãs, intitulado "1st Moo Party", para um total de 1.200 fãs no Parque Olímpico de Seul. Os ingressos esgotaram dentro de um minuto, então o grupo realizou uma encontro adicional para mais de 1.200 fãs na mesma noite. Eles também realizaram outra "Moo Party" em Los Angeles, que ocorreu em 4 de outubro, sendo sua primeira viagem aos Estados Unidos. O grupo também colaborou e se apresentou junto do seu colega de gravadora, Basick, no reality show de sobrevivência de rap sul-coreano Show Me the Money.
Em 29 de agosto, Mamamoo voltou a Immortal Song 2 com uma versão de "Delilah", de Jo Young Nam e em 31 de outubro, com uma versão da música trote sul-coreana do cantor Bae Ho, "Backwood's Mountain" (두메 산골). Seu ótimo desempenho resultou na sua primeira vitória geral no programa, com 404 pontos.

### 2016: "Melting" & "Memory"

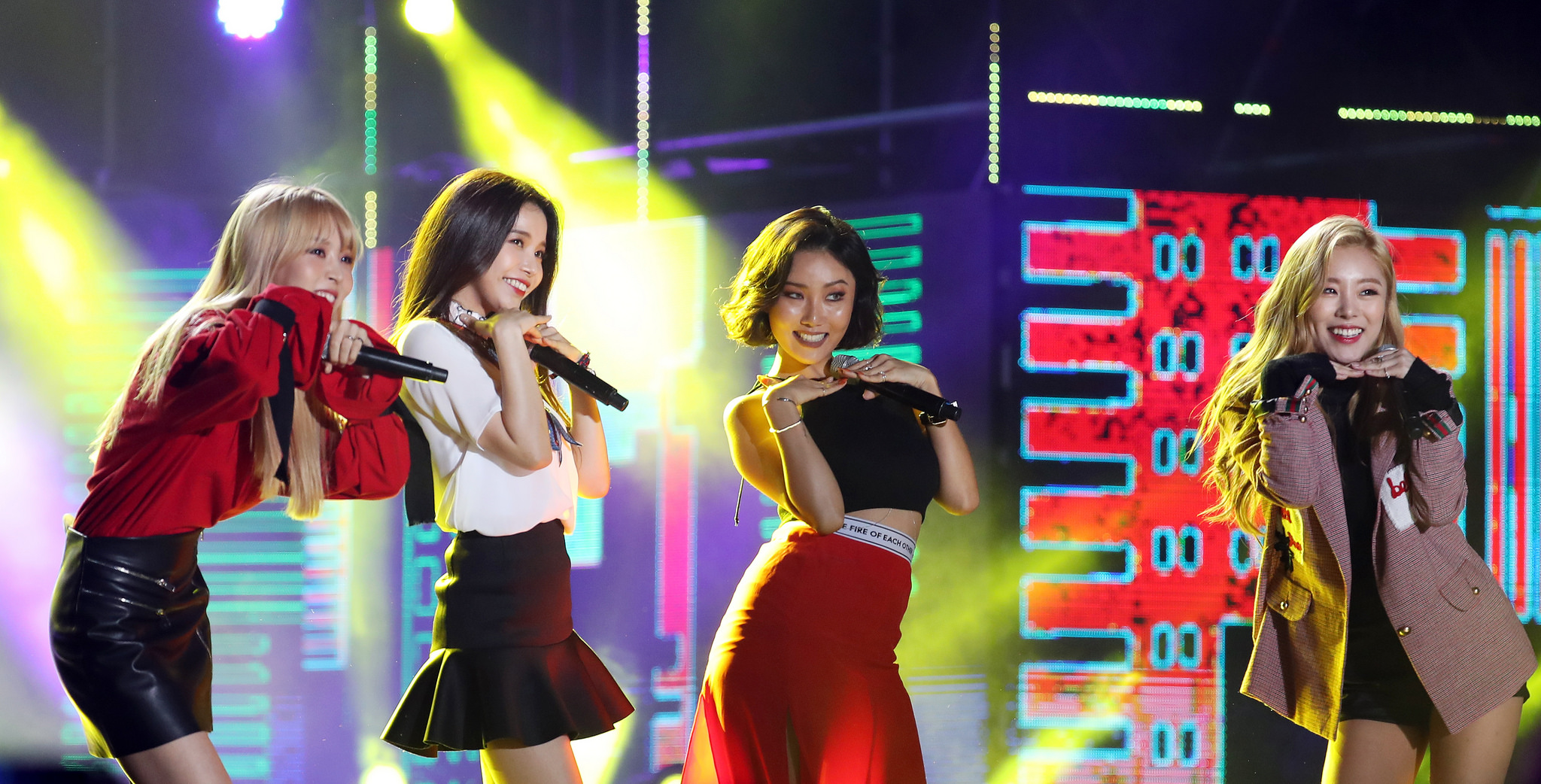
Mamamoo na cerimônia de abertura da Festa da Venda da Coreia em 30 de setembro de 2016.

Em 26 de Janeiro, 2016, Mamamoo pré-lançado uma balada R&B, "I Miss You", de sua primeira fusão álbum full-length. Em 12 de fevereiro, uma outra faixa, "1CM/Taller than you" foi pré-lançado com um vídeo musical. O álbum foi lançado em 26 de fevereiro, estreando no número 3 na parada Gaon. A faixa-título "You're the Best" (넌 é 뮌들) também estreou no número três, mas chegou ao número um na semana seguinte, tornando-se seu primeiro single número um.
Em 6 de março, eles receberam o seu primeiro show de música vitória com o "You're the Best" no Inkigayo, seguido por vitórias no Music Bank, M!Countdown, e outros shows de música. Eles receberam oito vitórias no total para o single.
Em 16 de março, Mamamoo realizado em Austin, Texas, em South By Southwest K-Pop Night Out. Um pouco mais de três meses depois, eles voltaram para os Estados Unidos, se apresentando em KCON NY em Newark, New Jersey em 25 de junho.
Em 31 de agosto, Mamamoo lançou os singles "Angel" e "Dab Dab" como subgroups que consistem nas vocalistas (Solar e Wheein) e rappers (Moonbyul e Hwasa).
Em 21 de setembro, Mamamoo lançou seu follow-up single digital "New York" e o mv que o acompanha. Em 7 de  novembro, lançou seu 4.° miniálbum intitulado de Memory contendo oito músicas com a canção principal "Décalcomanie" "(데칼코마니)".

### 2017:Purple, «Paint Me», Yellow Flower, Red Moon e BLUE;S

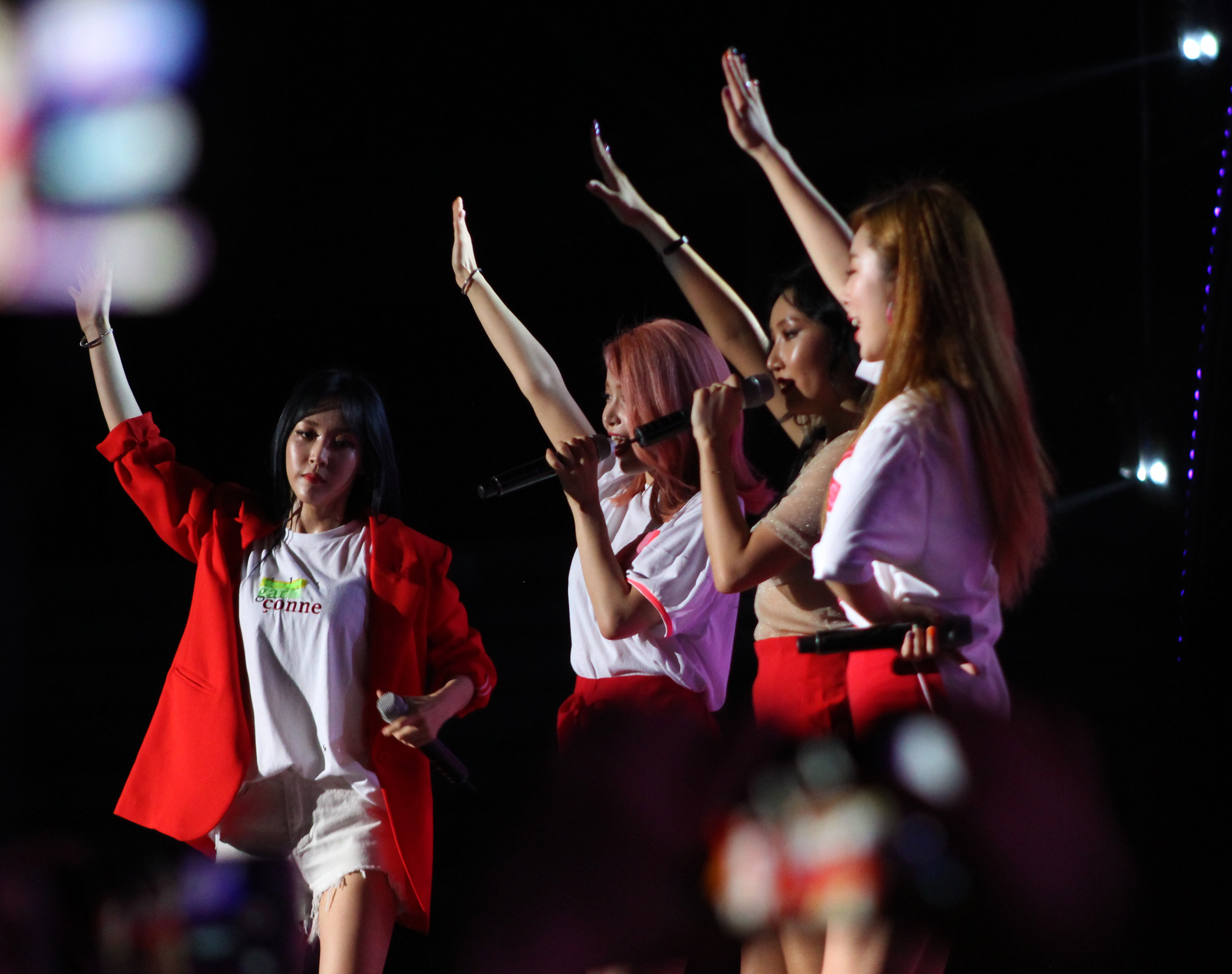
Mamamoo se apresentando em 19 de julho de 2017.

Em 17 de junho de 2017, Mamamoo participou da Immortal Song 2 com uma interpretação de "Love" de Noh Sa Yeon, que obteve '430 pontos'.
Em 22 de junho de 2017 Mamamoo anunciou o lançamento do seu quinto miniálbum "Purple", com a música "Yes, I am". A faixa do título rapidamente se tornou um no gráfico Melon em tempo real. Depois de um dia, Mamamoo marca o recorde dos melhores ouvintes únicos em 24 horas com "Yes, I am" para um grupo feminino no Melon. No dia 27 de junho, eles receberam seu primeiro show de música no Show, seguido de vitórias no Show Champion, M!Countdown e Show! Music Core.
Mamamoo lançou seu sexto mini-álbum, Yellow Flower, em 7 de março de 2018. O single «Starry Night» teve bastante sucesso no single digital chart e na Coréia, o que lhe permitiu ganhar 9 prêmios em programas de música. O MAMAMOO participou do show 'Weekly Idol', onde compartilharam o conceito dos lançamentos atuais e futuros, “Estamos planejando lançar quatro mini-álbuns. Em 'Paint Me' cada um de nós tinha sua própria cor, e então apenas a dividimos em estações. Hwasa tem um amarelo e o álbum se chama 'Yellow Flower'. Portal The Kraze notou que com este lançamento, a equipe continua a mostrar um dos melhores vocais da indústria coreana.
Em 16 de julho, o sétimo mini-álbum de Red Moon com a faixa-título "Egotistic" foi lançado. O álbum é uma referência à cor vermelha e conceitos associados ao verão quente e abafado. Em 29 de novembro, o oitavo mini-álbum Blue; s com uma referência à cor de Solar (azul), cujo single principal, 'Wind Flower' , fala sobre a saudade e as emoções associadas à separação de um ente querido. e também sobre tentar esquecer o amor passado e seguir em frente. O videoclipe da música foi filmado em Hong Kong.

### 2019–Presente:White WindeReality in Black
Em 14 de março de 2019, Mamamoo lançou seu nono mini-álbum, concluindo o conceito das quatro temporadas - White Wind - onde o branco é associado a Wheein. A música-título era "Gogobebe" (고고 베베), que trouxe ao grupo 7 vitórias em programas como M Countdown, Inkigayo , Music Bank, Show Champion, The Show, Show! Music Core.
Em 27 de março, Mamamoo anunciou seu quarto show one-man intitulado «2019 MAMAMOO Concert 4Seasons F/W» na Jamsil Grammar School em Seul nos dias 19 e 21 de abril. Os shows são o grand finale do Four Seasons Four Colors Project do Mamamoo, que foi lançado em março de 2018 para recriar a identidade da banda.
Em 24 de julho, Mamamoo lançou um novo single intitulado "Gleam" escrito por Cosmic Sound.
Mamamoo lançou seu segundo álbum de estúdio, Reality in Black , em 14 de novembro com seu primeiro single "Hip". Ao longo da promoção do álbum, a música "Hip" ganhou 7 vitórias em vários programas musicais.
19 de fevereiro de 2020 Mamamoo lançou a terceira canção japonesa «Shampoo» na forma de um single digital. A canção junto com a versão japonesa de "Hip" está incluída na versão japonesa de Reality in Black.
Após a estreia solo de Solar ser lançada com o single, ''Spit It Out'', em 23 de Abril de 2020, Mamamoo se tornou o segundo grupo coreano na qual cada membro tinha um gráfico de música solo na Billboard's World Digital Song Sales chart.
Em 10 de setembro, o MAMAMOO lançou o single especial "Wanna Be Myself"
Mamamoo lançou seu décimo EP, Travel, em 3 de novembro de 2020. Antes do lançamento do álbum, um single de pré-lançamento intitulado "Dingga" foi lançado em 20 de outubro de 2020.
Em 11 de junho de 2021, a RBW anunciou que Wheein deixaria a empresa, havendo optado por não renovar seu contrato exclusivo. Um acordo de extensão foi firmado para que Wheein permaneça como membro do Mamamoo até dezembro de 2023. Já em junho de 2023, Hwasa também optou por não renovar o seu contrato com a RBW Entertainment, assinando com a P Nation logo depois, porém, a cantora ainda permanece como integrante ativa do grupo. 
Em 2023 também foi anunciada a primeira turnê americana do grupo passando por 9 estados . Com essa passagem pelos Estados Unidos elas se tornaram o grupo de kpop feminino com a mais bem vendida turnê de debut vendendo mais de 70 mil ingressos e se juntando a nomes como Destiny's Child, The Spice Girls e TLC.

## Integrantes[34]
| Nome artístico          | Nome de nascimento            | Local de nascimento    | Data de Nascimento                | Posição no grupo            |
| ----------------------- | ----------------------------- | ---------------------- | --------------------------------- | --------------------------- |
| Solar (hangul: 솔라)    | Kim Yong-Sun (hangul: 김용선) | Seul, Coreia do Sul    | 21 de fevereiro de 1991 (34 anos) | Líder, Vocal.               |
| Moonbyul (hangul: 문별) | Moon Byul-Yi (hangul: 문별이) | Bucheon, Coreia do Sul | 22 de dezembro de 1992 (32 anos)  | Rapper, Performance, Vocal. |
| Wheein (hangul: 휘인)   | Jung WheeIn (hangul: 정휘인)  | Jeonju, Coreia do Sul  | 17 de abril de 1995 (30 anos)     | Vocal, Performance.         |
| Hwasa (hangul: 화사)    | Ahn Hye-Jin (hangul: 안혜진)  | Jeonju, Coreia do Sul  | 23 de julho de 1995 (29 anos)     | Vocal, Rapper, Maknae.      |

Maknae: É o nome dado à membro mais nova do grupo.

## Discografia

### Álbuns
| Título                  | Detalhes do álbum | Melhores posições nas paradas | Melhores posições nas paradas | Vendas  |
| Título                  | Detalhes do álbum | KOR                           | US World                      | Vendas  |
| ----------------------- | --- | ----------------------------- | ----------------------------- | ------- |
| Melting                 | - Lançamento: 26 de fevereiro de 2016 - Gravadora: Rainbow Bridge World - Formatos: CD, download digital - Idioma: Coreano Lista de faixas 1. Taller Than You 2. Words Don't Come Easy 3. You're the Best 4. Friday Night (feat. Junggigo) 5. Hometown 6. Emotion 7. I Miss You 8. Funky Boy 9. Recipe 10. Cat Fight 11. Just 12. Girl Crush | 2                             | 8                             | 41,560+ |
| 4colors                 | - Lançamento: 7 de agosto de 2019 - Gravadora: Victor Entertainment - Formatos: CD, download digital - Idioma: Japonês |                               |                               |         |
| reality in BLACK        | - Lançamento: 14 de novembro de 2019 - Gravadora: Rainbow Bridge World - Formatos: CD, download digital - Idioma: Coreano |                               |                               |         |
| Travel                  | - Lançamento: 3 de novembro de 2020 - Gravadora: Rainbow Bridge World - Formatos: CD, download digital - Idioma: Coreano |                               |                               |         |
| WAW                     | - Lançamento: 2 de junho de 2021 - Gravadora: Rainbow Bridge World - Formatos: CD, download digital - Idioma: Coreano |                               |                               |         |
| I SAY MAMAMOO: THE BEST | - Lançamento: 15 de setembro de 2021 - Gravadora: Rainbow Bridge World - Formatos: CD, download digital - Idioma: Coreano |                               |                               |         |

### Singles
| Título                         | Ano  | Melhores posições nas paradas | Melhores posições nas paradas | Vendas                         | Álbum                   |
| Título                         | Ano  | KOR Gaon                      | KOR Billboard                 | Vendas                         | Álbum                   |
| ------------------------------ | ---- | ----------------------------- | ----------------------------- | ------------------------------ | ----------------------- |
| "Mr. Ambiguous"                | 2014 | 19                            | 28                            | - KOR: 446,203+                | Hello                   |
| "Piano Man"                    | 2014 | 41                            | —                             | - KOR: 309,109+                | Piano Man               |
| "Ahh Oop!" (아훕!) (with eSNa) |      |                               | —                             |                                | Pink Funky              |
| "Um Oh Ah Yeh"                 | 2015 | 3                             | —                             | - KOR: 1,188,720+              | Pink Funky              |
| "I Miss You"                   | 2016 | 7                             | —                             | - KOR: 812,937+                | Melting                 |
| "Taller Than You"              | 2016 | 5                             | —                             | - KOR: 485,062+                | Melting                 |
| "You're the Best"              | 2016 | 1                             | —                             | - KOR: 1,428,938+              | Melting                 |
| New York                       | 2016 |                               |                               |                                | Memory                  |
| "Décalcomanie"                 | 2016 | 2                             | 53                            | KOR: 1,779,057+                | Memory                  |
| "Yes I Am"                     | 2017 | 2                             | 1                             | - KOR: 1,110,353+ - US: 1,000+ | Purple                  |
| "Paint Me"                     | 2018 | 36                            | 43                            | —                              | Yellow Flower           |
| "Starry Night"                 | 2018 | 2                             | 1                             | —                              | Yellow Flower           |
| "Rainy Season" (장마)          | 2018 | 2                             | 3                             | —                              | RED MOON                |
| "Egotistic" (너나 해)          | 2018 | 4                             | 9                             | —                              | RED MOON                |
| "Wind Flower"                  | 2018 |                               |                               |                                | Blue;s                  |
| "Gogobebe" (고고베베)          | 2019 |                               |                               |                                | White Wind              |
| "HIP"                          | 2019 |                               |                               |                                | reality in BLACK        |
| "Dingga" (딩가딩가)            | 2020 |                               |                               |                                | TRAVEL                  |
| "AYA"                          | 2020 |                               |                               |                                | TRAVEL                  |
| "Where Are We Now"             | 2021 |                               |                               |                                | WAW                     |
| "mumumumuch"                   | 2021 |                               |                               |                                | I SAY MAMAMOO: THE BEST |

### Participações como convidadas
| Ano  | Título               | Artista principal          | Integrante(s)                | Álbum          |
| ---- | -------------------- | -------------------------- | ---------------------------- | -------------- |
| 2013 | "Fingernail"         | Phantom                    | Hwasa (creditado como HJ)    | Phantom Theory |
| 2013 | "Wash Away"          | Geeks                      | Solar (somente show ao vivo) | Backpack       |
| 2014 | "Under Age's Song"   | Phantom                    | Wheein                       | Phantom Power  |
| 2014 | "Boy Jump"           | Baechigi (배치기)          | Hwasa                        | Single digital |
| 2014 | "The Sunlight Hurts" | Standing Egg (스탠딩 에그) | Wheein                       | Single digital |
| 2015 | "Drinks Up"          | Ja Mezz (자메즈)           | Hwasa                        | Single digital |
| 2015 | "Coffee & Tea"       | Eddy Kim                   | Solar                        | Single digital |
| 2015 | "Domino"             | CNBLUE                     | Wheein                       | 2gether        |

## Prêmios e indicações

### Gaon Chart K-Pop Awards
| Ano  | Categoria           | Recipiente | Resultado |
| ---- | ------------------- | ---------- | --------- |
| 2014 | Novo Artista do Ano | Mamamoo    | Venceu    |

### Melon Music Awards
| Ano  | Categoria     | Recipiente | Resultado |
| ---- | ------------- | ---------- | --------- |
| 2014 | Prêmio Novato | Mamamoo    | Indicado  |

### Seoul Music Awards
| Ano  | Categoria              | Recipiente      | Resultado |
| ---- | ---------------------- | --------------- | --------- |
| 2014 | Bonsang                | "Mr. Ambiguous" | Indicado  |
| 2014 | Prêmio de Popularidade | Mamamoo         | Indicado  |
| 2014 | Prêmio Rookie          | Mamamoo         | Indicado  |
| 2014 | Prêmio Especial Hallyu | Mamamoo         | Indicado  |

### Seoul Success Awards
| Ano  | Categoria     | Recipiente | Resultado |
| ---- | ------------- | ---------- | --------- |
| 2014 | Rookie do Ano | Mamamoo    | Venceu    |

### Vitórias em programas musicais

##### The Show
| Ano  | Data           | Canção            |
| ---- | -------------- | ----------------- |
| 2016 | 15 de Março    | "You're the Best" |
| 2016 | 29 de Novembro | "Décalcomanie"    |
| 2017 | 27 de Junho    | "Yes I Am"        |
| 2018 | 13 de Março    | "Starry Night"    |
| 2018 | 20 de Março    | "Starry Night"    |

##### Show Champion
| Ano  | Data        | Canção            |
| ---- | ----------- | ----------------- |
| 2016 | 9 de Março  | "You're the Best" |
| 2016 | 16 de Março | "You're the Best" |
| 2017 | 28 de Junho | "Yes I Am"        |
| 2018 | 14 de Março | "Starry Night"    |

##### M! Countdown
| Ano  | Data        | Canção            |
| ---- | ----------- | ----------------- |
| 2016 | 10 de Março | "You're the Best" |
| 2017 | 29 de Junho | "Yes I Am"        |
| 2017 | 6 de Julho  | "Yes I Am"        |
| 2017 | 13 de Julho | "Yes I Am"        |
| 2018 | 15 de Março | "Starry Night"    |
| 2018 | 22 de Março | "Starry Night"    |

##### Music Bank
| Ano  | Data        | Canção            |
| ---- | ----------- | ----------------- |
| 2016 | 11 de Março | "You're the Best" |
| 2016 | 18 de Março | "You're the Best" |
| 2017 | 7 de Julho  | "Yes I Am"        |
| 2018 | 16 de Março | "Starry Night"    |

##### Inkigayo
| Ano  | Data        | Canção            |
| ---- | ----------- | ----------------- |
| 2016 | 6 de Março  | "You're the Best" |
| 2016 | 13 de Março | "You're the Best" |
| 2018 | 18 de Março | "Starry Night"    |
| 2018 | 25 de Março | "Starry Night"    |
| 2018 | 1 de Abril  | "Starry Night"    |

##### Show! Music Core
| Ano  | Data       | Canção     |
| ---- | ---------- | ---------- |
| 2017 | 1 de Julho | "Yes I Am" |